# Gennadi Michajlov
Gennady Mikhaylov (Russisch: Геннадий Михайлов) (Tsjeboksary, 8 februari 1974) is een voormalig wielrenner uit Rusland. Zijn woonplaats is nu de gemeente Sint-Eloois-Vijve, in België.
Gennady tekende in 2000 een prof-contract met Lotto-Adecco, waarvoor hij twee volledige seizoenen (2001 en 2002) reed. Hier was hij ploegmaat van de latere ploegleider van Team Katusha; Andrei Tchmil. Mikhaylov ontwikkelde zich tot een van de betere knechten. In 2003 ging hij rijden voor US Postal Service en Discovery Channel. In 2009 sloot hij zijn loopbaan als professioneel wielrenner af bij de Russische wielerploeg Katusha (Катюша). Het volgende seizoen bleef hij bij Team Katusha (Катюша), maar als sportdirecteur.

## Belangrijkste overwinningen
2002
- 5e etappe Ronde van Luxemburg

2004
- 1e etappe Ronde van Spanje

## Resultaten in voornaamste wedstrijden
| Jaar | Ronde van Italië | Ronde van Frankrijk | Ronde van Spanje |
| ---- | ---------------- | ------------------- | ---------------- |
| 2000 |                  |                     | 39e              |
| 2001 |                  | 59e                 |                  |
| 2002 |                  | 92e                 |                  |
| 2004 |                  |                     | 63e (1)          |
| 2006 |                  |                     |                  |
| 2007 |                  |                     |                  |
| 2008 |                  |                     |                  |

| Jaar | Milaan-San Remo | Gent-Wevelgem | Ronde van Vlaanderen | Parijs-Roubaix | Clásica San Sebastián | Dwars door Vlaanderen |
| ---- | --------------- | ------------- | -------------------- | -------------- | --------------------- | --------------------- |
| 2000 |                 |               |                      |                | 121e                  |                       |
| 2001 | 95e             |               | 52e                  |                | 113e                  |                       |
| 2002 | 48e             |               |                      |                | 10e                   |                       |
| 2004 |                 |               |                      |                |                       |                       |
| 2006 |                 |               |                      |                |                       | 46e                   |
| 2007 |                 |               |                      | 27e            |                       |                       |
| 2008 |                 | 16e           | 59e                  |                |                       | 8e                    |

## Ploegen
- 1996 Lada-CSKA
- 1997 Lada-CSKA-Samara
- 1998 Lada-CSKA
- 1999 Individuele sponsor
- 2000 Farm Frites
- 2001 – 2002 Lotto-Adecco
- 2003 – 2004 US Postal Service
- 2005 – 2006 Discovery Channel
- 2007 Astana
- 2008 Mitsubishi-Jartazi
- 2009 Team Katusha (Катюша)
- 2010 Team Katusha (Катюша) als sportdirecteur

Wielerploegen van Gennadi Michajlov
Bruylandts (tot 31/03) ·
Capiot (tot 30/04) ·
Ivanov ·
Kleynen ·
Klier ·
Knaven ·  
Koerts ·
Lafis ·
Löwik ·
Magnusson ·
McEwen ·
Michajlov ·
Moerenhout ·
Ronellenfitsch ·
Schmitz ·
Spinelli ·
Van Bondt ·
van der Ven ·
van Kessel ·
Van Petegem ·
van Steen ·
Vansevenant · 
Vries ·
de Jong (stagiair) ·
Ruyloft (stagiair) ·
Van Der Auwera (stagiair)
Aerts · Baguet · Blijlevens · Braikia · Brandt · D'Hollander · De Clercq · De Waele · Eeckhout · Gardeyn · Marichal · Michajlov · Paulissen · Tchmil · Van de Wouwer · Van Dyck · van Gulik · Van Hyfte · Van Lancker · Van Speybroeck · I. Verbrugghe · R. Verbrugghe · Vermaut · Amorison (stagiair) · Van Huffel (stagiair) · Van Impe (stagiair)
Aerts · Amorison · Baguet · Braikia · Brandt · D'Hollander · De Clercq · Detilloux · Eeckhout · Gardeyn · Marichal · McEwen · Michajlov · Stremersch · Tchmil · Van de Wouwer · Van Dijk · van Gulik · Van Impe · Van Lancker · Van Petegem · Van Speybroeck · I. Verbrugghe · R. Verbrugghe · Vermaut · Vierhouten · Caethoven (stagiair) · D'Haese (stagiair) · Van der Slagmolen (stagiair)
Armstrong ·
Barry ·
Beltrán · 
Cruz ·
Green ·
Heras ·
Hincapie ·
Jekimov   · 
Joachim ·
Kjærgaard ·
Kluck · 
Labbe ·
Landis · 
Michajlov · 
Padrnos ·
Peña ·
Rubiera ·
van Heeswijk ·
Vande Velde ·
Ventura ·
White ·
Zabriskie
Armstrong ·
Azevedo ·
Barry ·
Beltrán · 
Creed ·
Cruz ·
Devolder ·
Hesjedal ·
Hincapie ·
Jekimov     · 
Joachim ·
Kluck · 
Labbe ·
Landis · 
McCarty ·
Michajlov · 
Noval ·
Padrnos ·
Peña ·
Rincón ·
Rubiera ·
Van den Broeck ·
van Heeswijk ·
Ventura ·
Zabriskie
Armstrong (tot 31/07) ·
Azevedo ·
Barry ·
Beltrán · 
Beppu ·
Bileka · 
Brajkovič ·
Creed ·
Cruz ·
Danielson ·
Devolder ·
Hammond ·
Hesjedal ·
Hincapie ·
Hoste · 
Jekimov   · 
Joachim ·
McCartney ·
McCarty ·
Michajlov · 
Noval ·
Padrnos ·
Popovytsj · 
Roulston ·
Rubiera ·
Savoldelli ·
Van den Broeck ·
van Heeswijk
Azevedo ·
Barry ·
Beltrán · 
Beppu ·
Bileka · 
Brajkovič ·
Danielson ·
Devolder ·
Goesev ·
Hammond ·
Hincapie ·
Hoste · 
Jekimov   ·
Joachim ·
Lowe · 
Martínez ·
McCartney ·
Michajlov · 
Noval ·
Padrnos ·
Popovytsj · 
Rubiera ·
Savoldelli ·
Smith ·
Van den Broeck ·
Van Goolen ·
van Heeswijk ·
White
Abakoumov ·
Bazajev ·
Colom ·
de Kort ·
Frei ·
Goerov ·
Haselbacher ·
Iglinski ·
Ivanov ·
Jakovlev ·
Joachim · 
Kasjetsjkin (tot 31/08) · 
Kemps · 
Kessler (tot 15/07) ·
Klöden ·  
Kolesov ·
Mazet · 
Mazzoleni (tot 15/07) ·
Michajlov ·
Mizoerov ·  
Morabito ·
Moeravjov · 
Navarro ·
Rast ·
Redondo (tot 15/08) ·  
Savoldelli ·
Schär · 
Sladkov ·
Vinokoerov (tot 31/07) 
Abakoumov · Boyen · Cauquil · Coupé · Criquielion · Davis · Dekkers · Dressler · Drouilly · van Dijk · Habeaux · Kaupas · Kriit · Michajlov · Mouris · Nevens · Omloop · Ricci Poggi · Striska · Tombak · Vandenbroucke · Van Mingeroet · Vanlandschoot · Vantomme · Verheyen
Bodrogi · 
Botsjarov ·
Broett · 
Colom · 
Dehaes (tot 30/06) ·
Galimzjanov ·
Horrach · 
Ignatjev · 
Ivanov ·
Jeskov ·
Karpets · 
Klimov · 
Markov · 
Mazzanti · 
McEwen · 
Michajlov ·  
Napolitano · 
Petrov · 
Pfannberger · 
Pozzato · 
Rovny · 
Serov · 
Steegmans (tot 31/07) · 
Swift · 
Troesov · 
Vandenbergh · 
Vantomme ·
Debusschere (stagiair) ·
Ovetsjkin (stagiair) 